# Bangladéšské námořnictvo
Bangladéšské námořnictvo je jednou ze složek ozbrojených sil Bangladéše. Patří mezi menší námořnictva, přičemž jeho rozvoj limituje zejména dlouhodobý nedostatek financí. Tvoří jej cca 90 plavidel a 17 000 osob. Válečné lodě nesou před jménem zkratku BNS. Mezi jeho hlavní úkoly patří ochrana řek a 600 km dlouhého pobřeží, dále ochrana námořního obchodu a rybolovu, mise SAR nebo ochrana výlučné ekonomické zóny země o rozloze 111 000 km2. Země se mimo jiné potýká s kriminalitou a pirátstvím v Bengálském zálivu. Regionálními rivaly bangladéšského námořnictva jsou indické a myanmarské námořnictvo.

## Historie

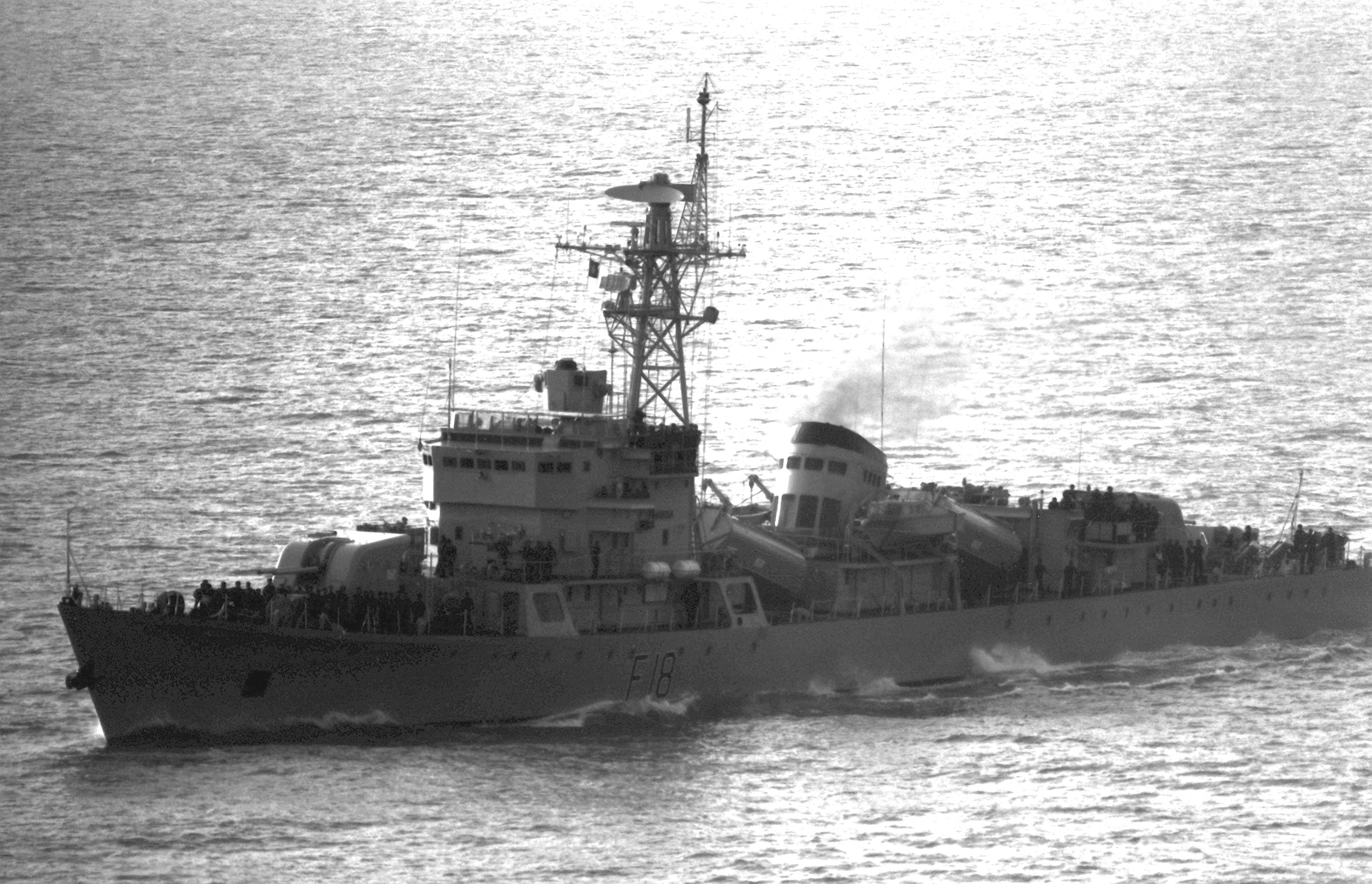
Čínou dodaná fregata Osman

V letech 1947-1971 byla Bangladéš součástí Pákistánu. Roku 1971 se země osamostatnila, přičemž její námořnictvo bylo založeno 7. dubna 1972. Na počátku jej tvořilo pouze 12 důstojníků, 1000 námořníků a šest malých člunů, vše odštěpené od pákistánského námořnictva. V 70. letech námořnictvo zásadně posílily tři původně britské fregaty: Abu Bakr a Ali Haider typu 41 Leopard a Umar Farooq typu 61 Salisbury. V první polovině 80. let námořnictvo získalo sérii čínských raketových, torpédových a hlídkových člunů několika tříd: typu 024 (Hegu) (4 ks), třídy P4 (4 ks), typu 037 (Hainan) (8 ks) a typu 062 (Shanghai II) (8 ks), které se staly jádrem jeho hlídkových sil. Nadto země provozovala mnoho dalších malých plavidel různého původu (Jugoslávie, ČLR, Indie apod.).
Do roku 1988 se námořnictvo rozrostlo na 7500 osob, přičemž zůstávalo menší silou operující na řekách a při pobřeží. Roku 2010 byly získány dvě starší oceánské hlídkové lodě třídy Castle. Největším dodavatelem výzbroje je Čínská lidová republika. Z ČLR země po roce 2010 získala dvě starší fregaty typu 053H2, dvě nové korvety třídy C13B, raketové čluny třídy Durjoy, hlídkové čluny třídy Padma a dokonce své první ponorky čínského typu 035G (Ming). ČLR dodává také protilodní střely a další vybavení.
Právě o získání ponorek bangladéšské námořnictvo usilovalo od roku 2003. Schopnost operací na moři, pod hladinou a ve vzduchu vláda potvrdila až roku 2010. Jde o součást soupeření s regionálními rivaly Myanmarem a Indií. Kvůli nedostatku financí Bangladéš koupila starší ponorky typu 035G (Ming) a nikoliv mnohem modernější typu 039 (Yuan). Spory o vyznačení námořní hranice vedla Bangladéš s Indií do roku 2014 a s Myanmarem do roku 2012. Po rozhodnutí arbitráže získala přes 111 tisíc kilometrů čtverčních výlučné námořní ekonomické zóny, jejichž ochrana vyžaduje dostatek plavidel. Podílí se na ní také plavidla bangladéšské pobřežní stráže.

## Zahraniční mise

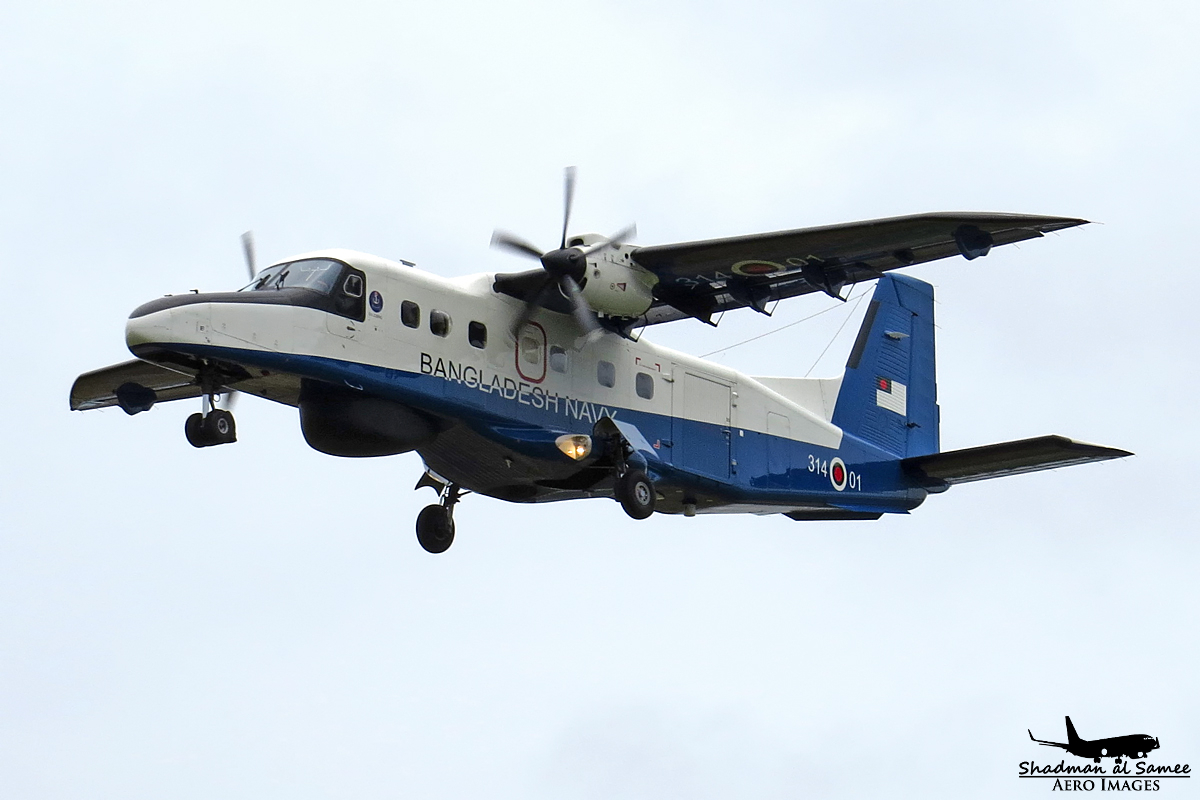
Průzkumný letoun Dornier Do 228

Bangladéšské námořnictvo se od roku 1993 zapojuje do misí Organizace spojených národů. Od té doby se více než 4300 osob podílelo na 29 mírových misích. První byla mise UNIKOM na Irácko-kuvajtské hranici v Perském zálivu. Dále naříklad v letech 2005-2012 v Súdánu, v letech 2005-2016 v Pobřeží slonoviny, Libanonu, Libérii, nebo Mali. Do mise UNIFIL v Libanonu se roku 2010 zapojila fregata Osman doprovázená oceánskou hlídkovou lodí.

## Složení

### Ponorky
- Typ 035G (Ming) – diesel-elektrická útočná ponorka
  - Nabajatra (S161)
  - Joyjatra (S162)

### Fregaty

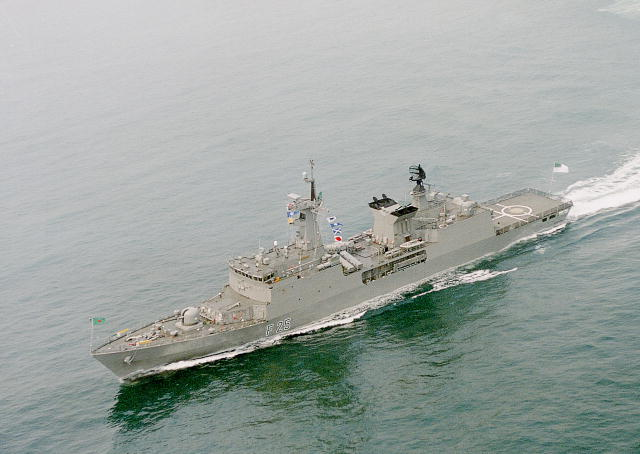
Fregata Bangabandhu (F-25)

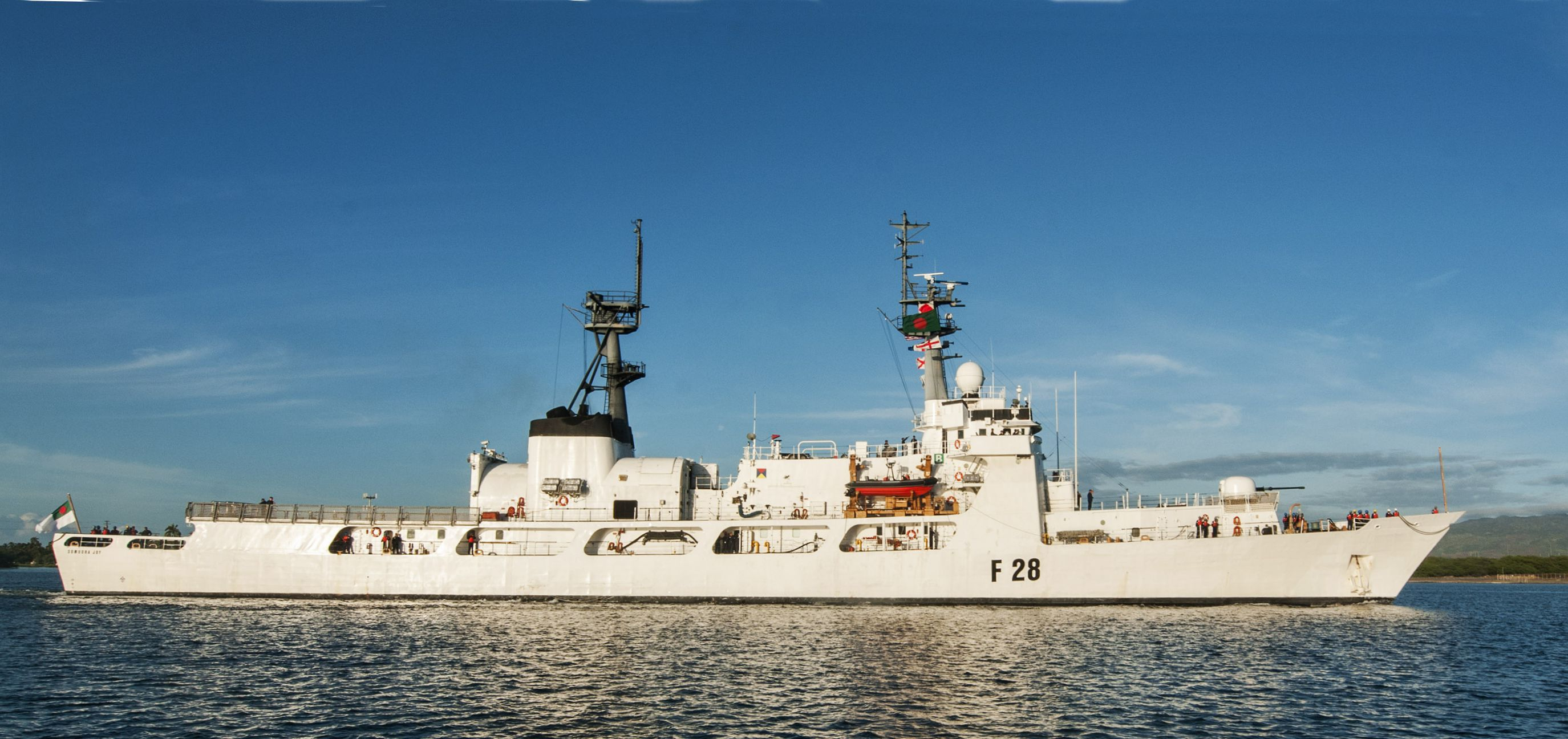
Fregata Somudro Joy (F-28)

- Třída Ulsan – univerzální fregata
  - Bangabandhu (F-25)

- Typ 053H3
  - Umar Farooq (F16)
  - Abu Ubaidah (F19)

- Typ 053H2
  - Abu Bakar (F15)
  - Ali Haider (F17)

- Typ 053H1
  - Osman (F18)

- Třída Hamilton
  - Somudra Joy (F28)
  - Somudra Avijan (F29)

### Korvety
- Třída Šádhinota
  - Šádhinota (F111)
  - Prottoj (F112)
  - Šongram (F113)
  - Prottašá (F114)

- Třída Castle
  - Dhaleshwari (F36)
  - Bijoy (F35)

### Raketové čluny
- Třída Durjoy (4 ks)
- Typ 021 (Huangfeng) (5 ks)

### Hlídkové čluny

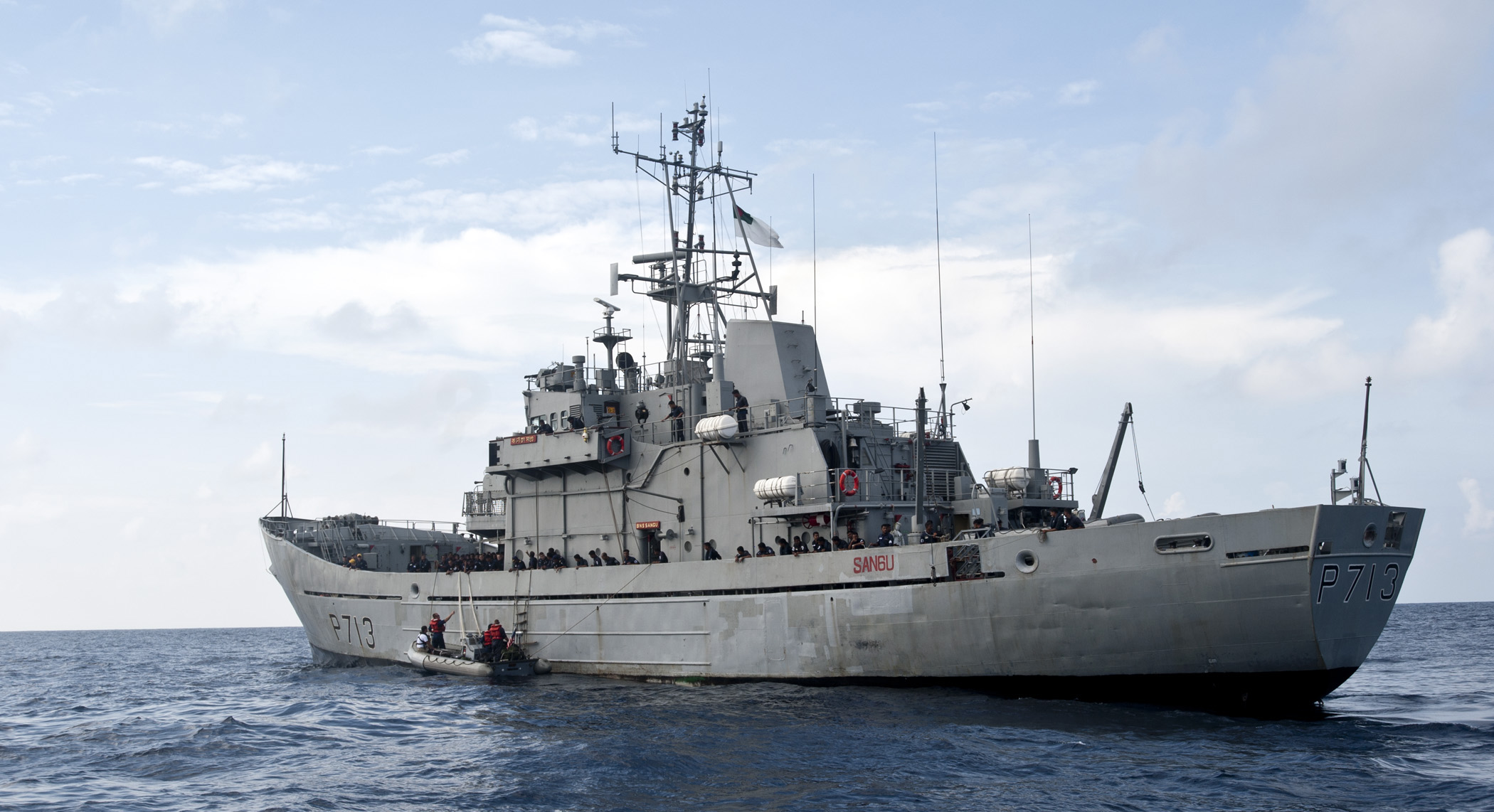
Hlídková loď Sangu (P713) třídy Island

- Třída Padma (10 ks)
- Třída Chamsuri (4 ks)
- Madhumati (P911)
- Třída Island (5 ks)
- Třída Meghna (2 ks)

### Minolovky
- Třída Bay (4 ks)
- Třída T-43 (Projekt 254)
  - Sagar (M91)

### Výsadkové lodě
- Třída Sandwip (6 ks) – vyloďovací čluny
- Šáh Amánat (L900) – vyloďovací člun
- Třída LCU 1466 (2 ks) – vyloďovací čluny

- Třída LCT-103 (2 ks) – tankové vyloďovací čluny

- Typu 068 (4 ks) – vyloďovací čluny

- Třída LCVP-11 (3 ks) – vyloďovací čluny

### Pomocné lodě
- Khan Jahan Ali (A515) – tanker

- Třída Daršak – pobřežní výzkumná loď (2 ks)
- Anušandhan (H584) – pobřežní výzkumná loď
- Agradoot (H583) – pobřežní výzkumná loď

- Třída Pankouri – potápěčská podpůrná loď (2 ks)

## Plánované akvizice
- Třída Durjoy (4 ks)
- Oceánské hlídkové lodě (6 ks)[6]
- Tankové výsadkové čluny LCT (3 ks)
- Hlídkové lodě (4 ks) – Budou dodány Japonskem v rámci programu vojenské pomoci Official Security Assistance (OSA).[7]